# Чуга

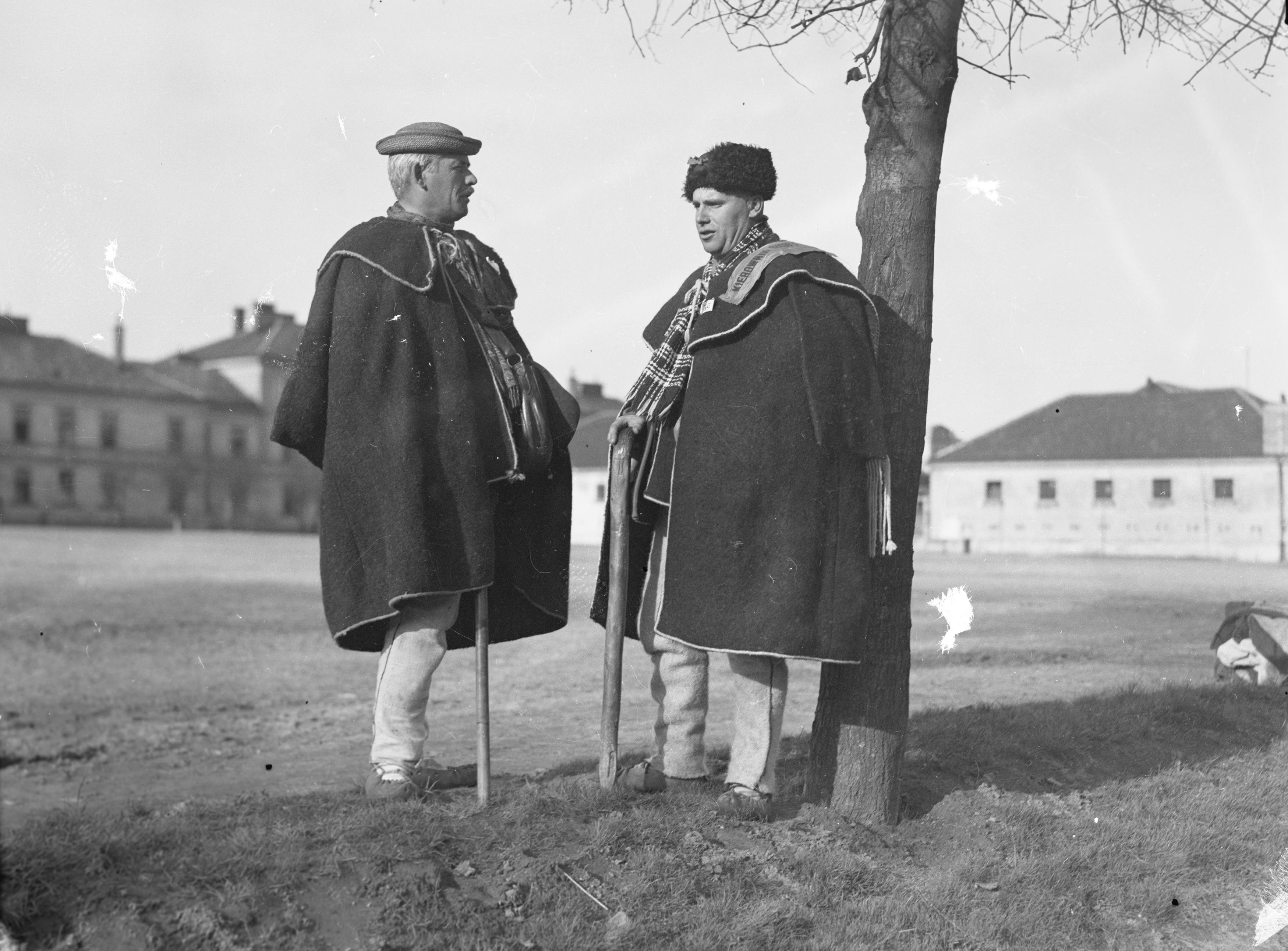
Горці Карпат. XX ст.

Чу́га (чуганя) — прямоспинний плащуватий одяг із коричневого саморобного сукна, що був поширений серед карпатських лемків. Особливістю чуги були фальшиві рукави, які зшиті знизу і використовувались як кишені, та дуже довгим коміром, що звисає на плечах поза пояс (одяг). Прикрашена довгими френзлями (звисаючі нитки, бахрома), плетеними в коси — або зв'язаними в мережку. Чуга у лемків вважалась символом заможності. Залежно від регіону Лемківщини відрізнялось оздоблення чуги.
У галицьких верховинців чугою називався рід свитки з косматого зверху сукна, без рукавів і коміра.
На Слобожанщині — довгий каптан.
Словом чуга́й (чугаїна, чугаїнка) у деяких діалектах називали свитку.